# Sarah (manga)
Sarah (沙流羅, Sāra) é uma série de manga escrita por Katsuhiro Otomo e ilustrada por Takumi Nagayasu e publicada em sete volumes na revista Young Magazine da editora Kodansha entre 1990 e 2004. Em Portugal o manga foi publicado pela Meribérica sob o título de Mother Sarah. A série foi publicada na América do Norte pela Dark Horse Comics sob o título de The Legend of Mother Sarah, em França foi publicada pela Delcourt com título Mother Sarah, em Espanha foi publicada pela Norma Editorial sob o título de La leyenda de Madre Sarah, na Alemanha foi publicada pela Carlsen Comics com o título de Sarah, e na Itália foi publicada pela Panini Comics sob o título The Legend of Mother Sarah.